# Patricio Quiñónez
Patrick Quiñonez (* Esmeraldas, Ecuador, 8 de agosto de 1986). es un futbolista ecuatoriano que juega de delantero en Liga de Loja de la Serie B de Ecuador.

## Trayectoria
"Patrick" se formó en el Deportivo Petate de la provincia de Tungurahua y Deportivo Quito, luego pasó al Cumandá y posteriormente al Deportivo Morona, en el 2008 pegaría el brinco a la Serie A para jugar en el Deportivo Azogues club al que pertenecería hasta el 2009, al año siguiente fichó para el Técnico Universitario.

## Clubes
| Club                     | País    | Año       |
| ------------------------ | ------- | --------- |
| Deportivo Petate         | Ecuador | 2003      |
| Deportivo Quito - Sub-18 | Ecuador | 2004      |
| Cumandá                  | Ecuador | 2006      |
| Deportivo Morona         | Ecuador | 2007-2008 |
| Deportivo Azogues        | Ecuador | 2008-2009 |
| Técnico Universitario    | Ecuador | 2010      |
| U.T.C                    | Ecuador | 2011      |
| Deportivo Quevedo        | Ecuador | 2012      |
| Manta FC                 | Ecuador | 2012      |
| Deportivo Quevedo        | Ecuador | 2013-2014 |
| River Ecuador            | Ecuador | 2015      |
| Liga de Loja             | Ecuador | 2016-     |